# Ironsword: Wizards & Warriors II
Ironsword: Wizards & Warriors II är ett plattform- och actionäventyrsspel till NES där man styr en riddare som måste slåss med de fyra elementen: Vind, Vatten, Jord och Eld för att samla bitarna till det ultimata svärdet som också är spelets titel "Iron Sword". Framsidan av spelfodralet pryds av Fabio.